# 메르콜리아노
메르콜리아노(이탈리아어: Mercogliano)는 이탈리아 캄파니아주 아벨리노도의 코무네다.